# Mioglia
Mioglia là một đô thị ở tỉnh Savona ở vùng Liguria của Ý, có khoảng cách khoảng 40 km về phía tây của Genoa và khoảng 20 km về phía bắc của Savona. Tại thời điểm ngày 31 tháng 12 năm 2004, đô thị này có dân số 536 người và diện tích là 20 km².
Mioglia giáp các đô thị: Giusvalla, Pareto, Pontinvrea, và Sassello.